# Gratz (Pennsylvanie)
Gratz est un borough situé au nord-est du comté de Dauphin, en Pennsylvanie, aux États-Unis,. En 2010, il comptait une population de 765 habitants. Il est incorporé le 3 avril 1852.

## Démographie
Lors du recensement de 2010, le borough comptait une population de 765 habitants. Elle est estimée, en 2019, à 821 habitants.

### Source de la traduction
- (en) Cet article est partiellement ou en totalité issu de l’article de Wikipédia en anglais intitulé « Gratz, Pennsylvania » (voir la liste des auteurs).